# 春日・大野城・那珂川消防組合
春日・大野城・那珂川消防組合（かすが・おおのじょう・なかがわしょうぼうくみあい）は、福岡県春日市、大野城市及び那珂川市によって組織された一部事務組合（消防組合）である。

## 概要
- 消防本部（春日・大野城・那珂川消防組合）：福岡県春日市春日2-2-1
- 管内面積：116.02km2
- 職員定数：202人
- 消防署1カ所、出張所4カ所

## 沿革
- 1970年6月1日　消防組織法に基づき消防本部政令指定を受け春日町大野町消防組合消防本部(1本部1署・職員数19名)を設置発足
- 1972年4月 春日町が春日市に、大野町が大野城市になったことに伴い春日大野城消防組合に名称変更。
- 1992年　現在地に本部及び本署庁舎竣工
- 1995年1月　阪神・淡路大震災被災地へ隊員を派遣
- 1999年4月1日　那珂川町消防本部と合併。春日・大野城・那珂川消防組合消防本部（1本部1署4出張所）と改称
- 2011年4月20日　九州総合通信局よりデジタル波の本免許受領、同年7月25日消防救急デジタル無線の運用を開始
- 2011年3月　東日本大震災被災地へ緊急消防援助隊で隊員を派遣
- 2013年3月15日　消防情報メールの配信を始める
- 2015年4月20日　福岡徳洲会病院に救急ワークステーションを設置、運用開始
- 2017年11月28日　通信指令業務を福岡市(福岡都市圏消防共同指令センター)へ委託。
- 2018年2月　本署水槽付消防ポンプ自動車を更新
- 2018年10月1日　那珂川町が那珂川市に昇格し、構成団体が3市となる
- 2018年12月　はしご付き消防ポンプ自動車を更新
- 2020年3月　東出張所水槽付化学消防ポンプ自動車を更新
- 2020年4月  北出張所に第二救急隊発隊

## 組織
- 組合議会
- 執行機関
  - 管理者
  - 副管理者
  - 監査
  - 会計管理者
  - 消防本部
    - 総務課
    - 予防課
    - 警防課
    - 指令課

  - 消防署

## 消防署・出張所

### 消防本部
| 消防本部                             | 住所            |
| ------------------------------------ | --------------- |
| 春日・大野城・那珂川消防組合消防本部 | 春日市春日2-2-1 |

### 消防署
| 消防署                     | 住所            |
| -------------------------- | --------------- |
| 春日・大野城・那珂川消防署 | 春日市春日2-2-1 |

### 出張所
| 出張所   | 住所                   |
| -------- | ---------------------- |
| 南出張所 | 大野城市横峰2-17-1     |
| 東出張所 | 大野城市御笠川1-16-13  |
| 北出張所 | 春日市下白水南3-51-2   |
| 西出張所 | 那珂川市大字山田1159-1 |

## 配置車両
| 車両                                      | 台数 |
| ----------------------------------------- | ---- |
| 水槽付き消防ポンプ車                      | 7台  |
| 化学車                                    | 1台  |
| ポンプ車                                  | 1台  |
| 梯子車                                    | 1台  |
| 救助工作車                                | 1台  |
| 支援車（資機材搬送車※トラックベース）     | 1台  |
| 支援車（人員輸送車）                      | 1台  |
| 支援車（資機材輸送車※ワンボックスベース） | 1台  |
| 指揮車                                    | 1台  |
| 無線中継車                                | 1台  |
| 高規格救急車                              | 8台  |
| 指令車                                    | 1台  |
| 多目的乗用車                              | 1台  |
| 査察車                                    | 2台  |
| 連絡車                                    | 5台  |

## 不祥事
- 2014年4月　北出張所小隊長の消防司令補が器物損壊で福岡県警に逮捕される。
- 2017年4月　消防司令補と消防副士長が火災保険の保険金を不正受給したとして、2名を組合発足後初の懲戒免職とする。